# Léon Theiller Onana
Léon Theiller Onana est un homme politique camerounais, membre du Rassemblement Démocratique du Peuple Camerounais (RDPC), conseiller municipal, militant connu pour ses prises de position critiques vis-à-vis du parti au pouvoir et candidat à l’élection présidentielle de 2025.

## Biographie

### Enfance, éducation et débuts
Léon Theiller Onana est né en 1987 au Cameroun

### Carrière

#### Carrière politique et engagement
Léon Theiller Onana est conseiller municipal à Monatélé, dans la région du Centre, sous les couleurs du RDPC, parti dont il est militant actif. Il s’impose comme voix dissidente au sein du RDPC en remettant en question l’absence de congrès depuis 2011 et le prolongement des mandats des dirigeants actuels.
Il a également critiqué les appels internes en faveur d’un huitième mandat du président Paul Biya, qualifiant ces mouvements de « hypocrites ».

#### Candidature présidentielle 2025
Le 18 juillet 2025, il dépose officiellement sa candidature à l’élection présidentielle prévue le 12 octobre, sous la bannière du RDPC, via Campost adressé à Elections Cameroon (Elecam). Il est le deuxième candidat affilié au parti au pouvoir, après Paul Biya.
Il affirme que, malgré certains obstacles administratifs pour obtenir les pièces requises, son dossier a été soumis dans les délais légaux.
Elecam confirme la réception de son dossier.

#### Enjeux et positions
Sa candidature représente un défi interne pour le RDPC, illustrant les fractures autour de la légitimité des mandats et la gouvernance interne du parti. Il demande l’organisation d’un congrès du parti pour renouveler les instances, et sollicite Elecam pour bloquer la candidature de Paul Biya s’il ne respecte pas les procédures officielles.